# Bellvik
Bellvik är en by i Dorotea distrikt (Dorotea socken) i Dorotea kommun i nordvästra Ångermanland, Västerbottens län. Bellvik har ett utsträckt läge utmed Bellvikssjön. 
Byn har knappt 30 invånare.
På Näset i Bellvik finns ett privatägt gårdsmuseum.
Biug i Bellvik är en träff för den alternativa självhushållningsrörelsen som hålls i Bellvik sommartid. 

## Historia
Byn Bellvik anlades som ett nybygge på 1720-talet av skogsfinnen Mats Johansson från Paldamo socken i det historiska landskapet Österbotten (dåvarande Österbottens län). Ungefär 20 år senare anlades ett andra nybygge av Nils Jonsson som även han var av finsk släkt men närmast sägs ha kommit från Tåsjö.
På 1950-talet fanns här skola, post, telegraf, fik, Konsum och även privat lanthandel. Som alla inlandsbyar förr var det jordbruk och skogen man arbetade med. I och med jord- och framförallt skogsbrukets mekanisering och flottningens upphörande minskade som på andra platser i Norrlands inland byns befolkning. 

### Administrativ tillhörighet
När det första nybygget anlades i Bellvik låg det i Åsele sockens västra rota. När landskapsgränsen mellan Ångermanland och Åsele lappmark fastställdes 1766 hamnade Bellvik i Ångermanland och därmed även i Västernorrlands län, men byn behöll sina lappmarksprivilegier och hörde i kyrkligt avseende fortsatt till Åsele socken, från och med 1790-talet till Dorotea socken, i Västerbottens län. År 1864 överfördes byn till Tåsjö socken i Västernorrlands län, men 1891 återgick den till Dorotea. Nu ligger den således i Dorotea kommun. Av denna orsak gör länsgränsen (som nu går mellan Västerbottens och Jämtlands län) en sväng in i Ångermanland kring Bellviks bys ägor.